# Phalerina terminalis
Phalerina terminalis är en fjärilsart som beskrevs av Sergius G. Kiriakoff 1963. Phalerina terminalis ingår i släktet Phalerina och familjen tandspinnare. Inga underarter finns listade i Catalogue of Life.